# Mont Yōtei
Le mont Yōtei (羊蹄山, Yōteizan) est un volcan du Japon situé sur l'île de Hokkaidō, dans le parc national de Shikotsu-Tōya.
Ce sommet isolé à la forme conique très régulière rappelle beaucoup le mont Fuji. Pour cette raison, il est appelé également Ezo Fuji (Ezo est l'ancien nom de Hokkaidō). En japonais il est aussi appelé Shiribeshi et son nom aïnou est Makkarinupuri.
Il est inclus dans la liste des 100 montagnes célèbres du Japon.

## Géographie
Le mont Yōtei s'élève au-dessus de vallées (rivière Shiribetsu) et de plaines (plaine de Kutchan) qui sont situées à moins de 300 mètres d'altitude, dont une grande partie est cultivée (pommes de terre de Kuchan en particulier). Le mont lui-même est couvert par la forêt primaire jusqu'à 1 500 mètres d'altitude environ. Au-delà c'est l'étage alpin, jusqu'au sommet, qui est le rebord d'un cratère circulaire, à 1 898 mètres d'altitude,. On peut y observer la flore de Hokkaidō, et même une flore endémique au mont Yōtei.

## Ascension
L'ascension du mont Yōtei en été ne présente pas de difficultés techniques particulières, mais le dénivelé est important (1 500 mètres de la base au sommet), on ne trouve pas d'eau sur le chemin, et le temps peut être très mauvais (le sommet est très exposé aux tempêtes et accroche souvent les nuages).
La voie principale est l'itinéraire Kuchan au nord-ouest, qui se trouve à proximité de la petite gare de Hirafu. Les autres voies, Makkari au sud-ouest et Kimobetsu au sud-est, sont beaucoup moins fréquentées.
En hiver, le mont Yōtei peut être gravi en ski de randonnée.